# Weiße Stadt (Tel Aviv)

A = Gebäude in Merkaz haʿIr um die Dizengoffstraße, B = Gebäude um den Rothschild-Boulevard, C = Gebäude um den Kikkar Bialik (z. B. Liebling Haus)

Als Weiße Stadt (hebräisch הָעִיר הַלְּבָנָה ha-ʿīr ha-levanah, deutsch ‚die Weiße Stadt‘) wird ein Inventar von etwa 4000 Gebäuden in Tel Aviv bezeichnet, die überwiegend im Internationalen Stil und Bauhaus errichtet wurden. Die Architekten waren einerseits deutschstämmige Juden, die nach der „Machtergreifung“ der Nationalsozialisten im Jahr 1933 aus Deutschland ausgewandert waren, und andererseits auch jüdische Vertriebene aus anderen Teilen Europas, sowie nichtjüdische, im Land geborene und vor 1933 eingewanderte Personen. Seit 2003 gehört die Weiße Stadt von Tel Aviv zum UNESCO-Welterbe.

## Geschichte
Als die heute so bezeichnete Weiße Stadt entstand, war das 1909 gegründete Tel Aviv eine kaum mehr als 20 Jahre alte Siedlung jüdischer Einwanderer vor den Toren von Jaffa. Meʾir Dizengoff, Bürgermeister von Tel Aviv in den Jahren von 1921 bis 1936, beauftragte 1925 den schottischen Stadtplaner Patrick Geddes mit dem Entwurf eines Masterplans für die schnell wachsende Stadt. Geddes entwarf das Straßennetz und die Anlage von Häuserblöcken (häufig in Blockrandbebauung, jedoch fast nur in offener Bauweise) und Raumnutzung;:74 ein bestimmter Baustil wurde von ihm nicht festgelegt. Er orientierte sich mit seinen geschwungenen Straßenverläufen dabei an Vorbildern der Gartenstadt-Bewegung. Die Baublöcke seiner Planung, Tel Avivs Planer sagen Geddes-Blöcke, innen grün am Rand offen bebaut, folgen 60 verschiedenen Grundformen, was sie individuell unterscheidbar macht. Er schuf die regulativen Grundlagen dafür, dass die meisten Straßen der Stadt durch Straßenbäume und Gärten rundum die unverbunden errichteten Gebäude durchgrünt ist. Zudem diente die offene Bauweise auch dazu, jedes Haus zur jeweiligen Schattenseite hin lüften zu können und kühlende Seebrisen die ganze Stadt durchdringen zu lassen, um einem Hitzestau vorzubeugen.
In den 1930er Jahren begannen jedoch vor allem jüdische Architekten, von denen vier eine Ausbildung am Bauhaus Dessau erhalten hatten, dem neuen Stadtviertel ihren Stempel aufzudrücken. Nach 1933, insbesondere aber nach dem Inkrafttreten des Reichsbürgergesetzes 1935, wurde Juden in Deutschland die Betätigung in zahlreichen Berufen immer schwerer gemacht. Jüdische Architekten waren daher gezwungen, Deutschland zu verlassen. Viele von ihnen ließen sich daraufhin im britischen Mandatsgebiet Palästina nieder. Auch in Beirut entstanden Bauhaus-Gebäude. Der Historiker Samir Kassir betont, dass offene Grenzen zum französischen Mandatsgebiet ein grenzüberschreitendes Arbeiten ermöglichten.
Die Bauhaus-Gebäude in Tel Aviv sind an das heiße Klima Israels angepasst. Viele stehen im Sinne von Le Corbusier auf Pfeilerkonstruktionen (Pilotis), um die Belüftung zu verbessern. Seine Langfenster ersetzten die israelischen Architekten mit bandartigen Balkonen, deren Schürzen für Schatten sorgen. Statt Fensterfronten wurden Lichtleisten gesetzt. Die Flachdächer werden in heißen Sommernächten als Aufenthaltsort genutzt. Karl Schwarz, Direktor des Tel Aviv Museums, bemerkte 1934: „Man kann Tel Aviv ‹die Weiße Stadt› nennen, denn der hier übliche helle Putz vermittelt den Eindruck einer Stadt strahlenden Lichts.“

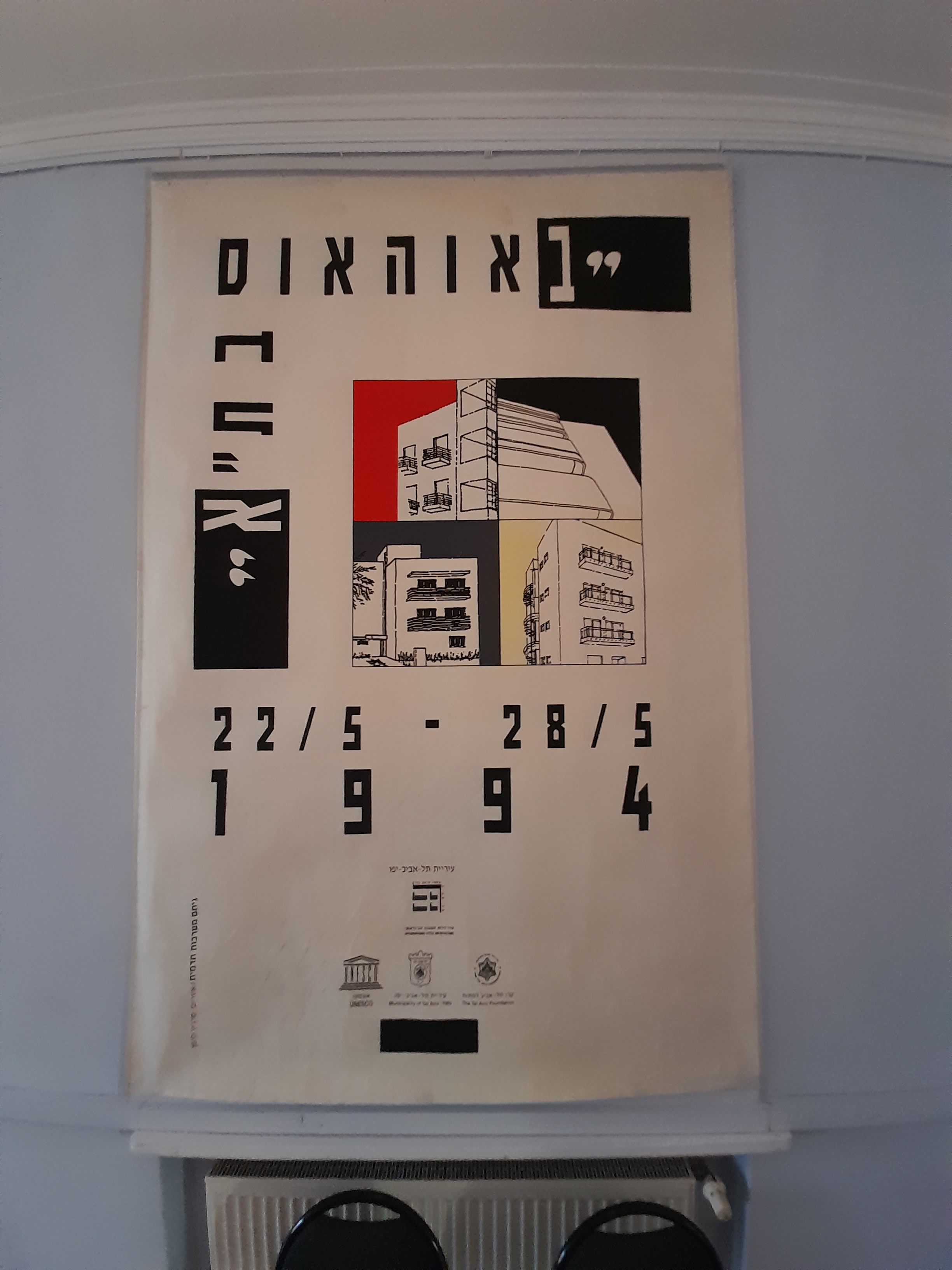
Mit Plakaten vor ausgesuchten Gebäuden in Tel Aviv machte Stadtkonservatorin Nitza Metzger-Szmuk in ihrer Aktionswoche 22.–28. Mai 1994 öffentlich auf Bauhaus-Architektur aufmerksam

Im Laufe der Zeit sind viele Gebäude der Weißen Stadt deutlich vernachlässigt worden, einige wurden abgerissen oder verändert. Besonders der Putz der einst weißen Gebäude ist über die Jahre und durch den Einfluss der salzhaltigen Meeresluft grau und spröde geworden.
Im Jahre 1984 wurde die bereits in erzählender Literatur und Populärkultur vereinzelt verwendete Bezeichnung Weiße Stadt in der im Tel Aviv Museum of Art gezeigten Ausstellung White City. International Stile Architekture in Israel und danach in New York und Berkeley erstmals für das architektonische Erbe der Stadt benutzt. Der Kurator Michael Levin veröffentlichte dazu den viel beachteten zweibändigen Ausstellungskatalog White City. International Style Architecture in Israel. A Portrait of an Era mit 64 Aufnahmen der Fotografin Judith Turner. Levin sagte später, dass er vom großen öffentlichen Interesse überrascht wurde und nannte als Grund für den Erfolg seiner Ausstellung die verbreitete Nostalgie in Israel.
Zum Schutz des architektonischen Erbes sind im Jahr 2009 etwa tausend Gebäude unter Denkmalschutz gestellt worden. Um die Renovierung der geschützten Gebäude zu finanzieren, dürfen die bestehenden Gebäude um bis zu drei Stockwerke erhöht werden. Mit der Renovierung werden die Eigentümer verpflichtet, die Erdbebensicherheit zu erhöhen und Schutzbunker gegen Raketenangriffe einzurichten. Die Erweiterung der Gebäude um neue Stockwerke ist umstritten wegen des Eingriffs in die historische Substanz. Die Mieten für Wohnungen in Bauhaus-Gebäuden sind hoch, eine Drei-Zimmer-Wohnung soll 4000 Dollar monatlich kosten.

## Kritik am BegriffWeiße Stadt
Der Begriff Weiße Stadt und die vielfach so dargestellte direkte Verbindung zu Bauhaus wird von verschiedenen Autoren kritisiert. So stellt Sharon Rotbard ihn in einen kritischen Bezug zur Geschichte der Stadt Jaffa. Die Architekturtheoretikerin Alexandra Klei beschreibt ihn als eine Reinwaschung deutscher Schuld:
„Das stete Sprechen vom ,Bauhaus‘ deutet darauf hin, dass eine Geschichte erzählt werden soll, die sich auf eine Verbindung mit Deutschland konzentriert. Aus der Sicht Tel Avivs ergibt sich so ein fokussierter Referenzpunkt für eine israelische Identität. Für die Sicht aus Deutschland entsteht eine Tradition, die die hiesige Geschichte moderner Architektur zu einem guten Ende führt und die der Vertreibung der deutschen Juden:Jüdinnen einen positiven Sinn verleiht.“
Sharon Golan Yaron verweist darauf, dass mit dem griffigen Terminus „Bauhaus“ nur ein Bruchteil der Stilbildung in Tel Aviv abgebildet ist, aber als pars pro toto dem verfallenen baulichen Erbe der Stadt in den 1990er Jahren eine attraktive Marke verlieh und Unterstützung für seinen Erhalt mobilisierte.:71 „Bauhaus“ als Begriff stellte eine Brücke zum Ausbildungsort und/oder Heimatland vieler Architekten und Einwohner der Landes her. Auch kulturinteressierten Tel Avivis ohne solche Beziehungen schafft – in einer hasserfüllten Umgebung der Nachbarländer Israels – „Bauhaus“ eine Verbindung zu Europa. „Bauhaus“ als Label lässt auch anklingen, dass Israelis mit Migrationshintergrund sich mit gewissem Selbstbewusstsein geschätzte Eigenheiten und Errungenschaften ihrer anderorts verorteten Kulturen bewahr(t)en, denen zuzugehören Antisemiten in den Herkunftsländer ihnen als Juden absprachen.:71

## Ausbildungsorte der Architekten
Nitza Metzger-Szmuk erarbeitete für die 2004 gezeigte Ausstellung Tel Aviv’s Modern Movement 78 Biografien von in der Stadt tätigen Architekten nach Ausbildungsland. Irmel Kamp hat für 65 Architekten-Biografien (tätig in Tel Aviv von 1930 bis 1939) 21 europäische Städte gezählt, davon nennt Alexandra Klei folgende Beispiele:
- Osteuropa und England (20), z. B. in Warschau, St. Petersburg, Charkiw, Czernowitz[1]
- Palästina (4), am Technion in Haifa[1]
- Frankreich, Belgien, Italien (28), z. B. Brüssel, Gent, Paris, Rom, Venedig[1]
- Deutschland, Österreich, Schweiz (26), Wien[1]

## Tel Aviver Bauhaus-Architekten
- Leo Adler
- Genia Awerbuch
- Schmuel Barkai
- Schlomo Bernstein (Bauhaus-Absolvent)[1]
- Lotte Cohn
- Chanan Frenkel
- Wilhelm Haller
- Edgar Hed (Hecht)
- Philipp Hütt[15] (Aufenthalt am Bauhaus Weimar)[1]
- Dov Karmi
- Richard Kauffmann
- Yehuda Magidovitch
- Erich Mendelsohn
- Shmuel Mestechkin (Bauhaus-Absolvent)[1]
- Zeʾev Rechter
- Arieh Sharon (Bauhaus-Absolvent)[1]
- Munio Gitai Weinraub (Bauhaus-Absolvent)[1]

## Bauhaus Center
Das im Jahr 2000 eröffnete Bauhaus Center in Tel Aviv beschäftigt sich mit der Erfassung und Dokumentierung der Weißen Stadt sowie deren Popularisierung.

## Bauhausmuseum

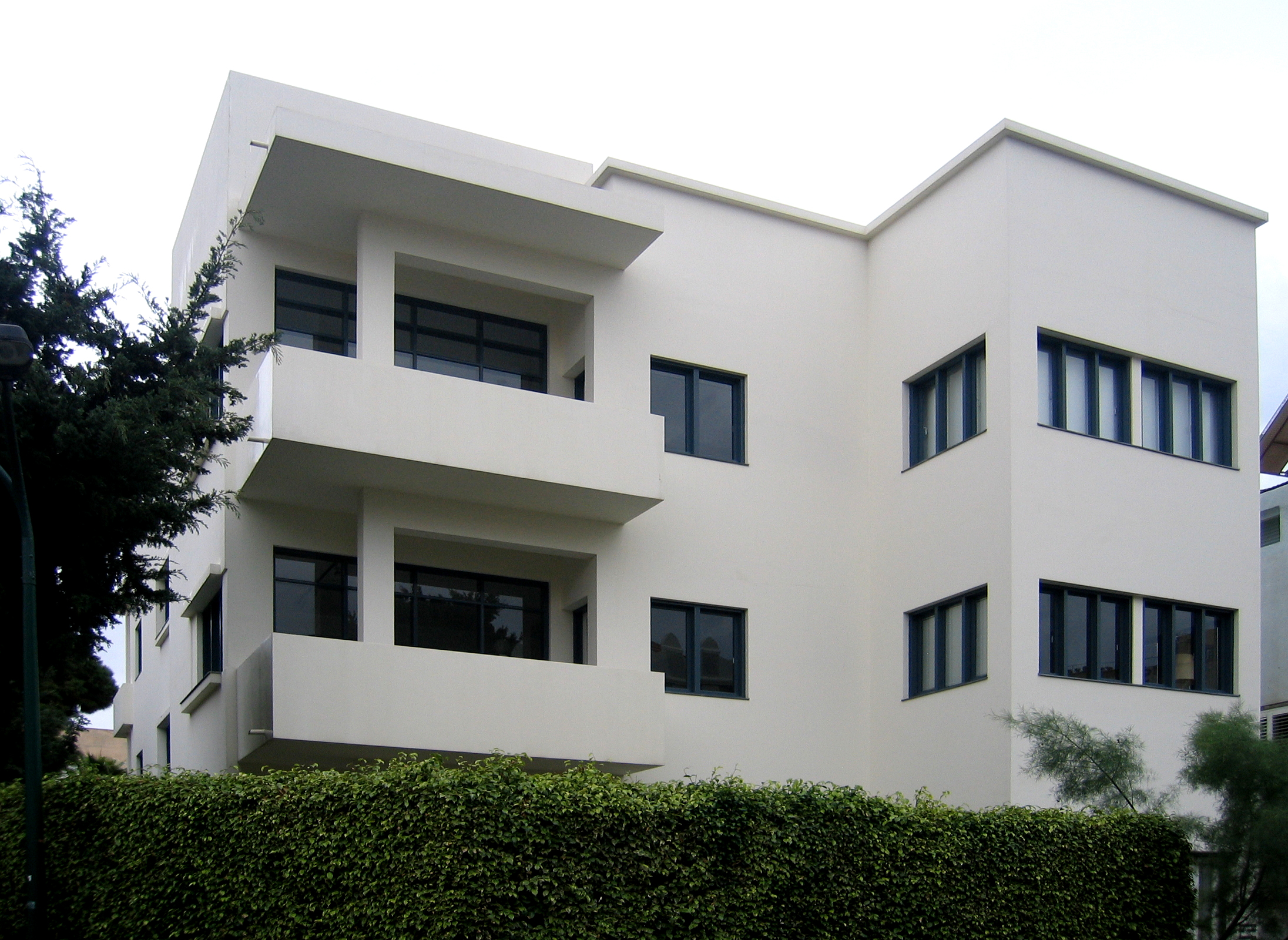
Das Bauhausmuseum

Ein kleines Bauhausmuseum wurde 2008 in der Bialik-Straße, nahe dem Alten Rathaus eröffnet. Entworfen wurde es vom israelischen Designer und Architekten Ron Arad.

## White City Center
Zum 100. Geburtstag des Bauhauses eröffnete in Tel Aviv das White City Center, Zentrum für Denkmalschutz und Architektur. Deutschland unterstützte das Projekt in dem Zeitraum von 2014 bis 2025 mit insgesamt drei Millionen Euro, um das deutsch-jüdische Erbe am Mittelmeer zu erhalten. Das Museum befindet sich im Liebling-Haus im Zentrum der Stadt und wurde am 19. September 2019 eröffnet.

## Weitere Gebäude

### Kiryati Haus von Shmuel Mestechkin
Mestechkin, ein ukrainischer Jude, 1908 in Wassylkiw geboren, wanderte 1921 nach Palästina aus. Er begann 1931 ein Architekturstudium am Bauhaus in Dessau, 1934 kehrte er nach Palästina zurück. Er baute hauptsächlich öffentliche Gebäude, für seinen Bruder Mordechai Qirjati (מֹרְדְּכַי קִרְיָתִי) entwarf er mehrere Appartement-Häuser, darunter das sogenannte Kiryati Haus am Rothschild Boulevard, Ecke Kikkar Ha-Bima. Es handelt sich um zwei unterschiedlich hohe, drei- und vierstöckige Gebäude, die durch das Treppenhaus verbunden sind. Bemerkenswert ist, dass in einem lange leerstehenden Appartement 2019 noch Teile der Original-Einrichtung gefunden wurden, darunter auch eine Frankfurter Küche.

### Blutbank von Chanan Frenkel
Ab 1953 entwarf Chanan Frenkel das Gebäude der Blutbank für den Magen David Adom, eine Schwesterorganisation des Roten Kreuzes. Der Plan sah ein zweistöckiges Gebäude mit horizontalen Fensterbändern mit auffälligen Sonnenschutz-Umrandungen (Brise Soleil) an der Vorderseite vor. Das Gebäude wurde 1956 fertiggestellt. Später wurde das Gebäude um zwei weitere Flügel erweitert. Heute wird es als Schule genutzt und ist in schlechtem Zustand.

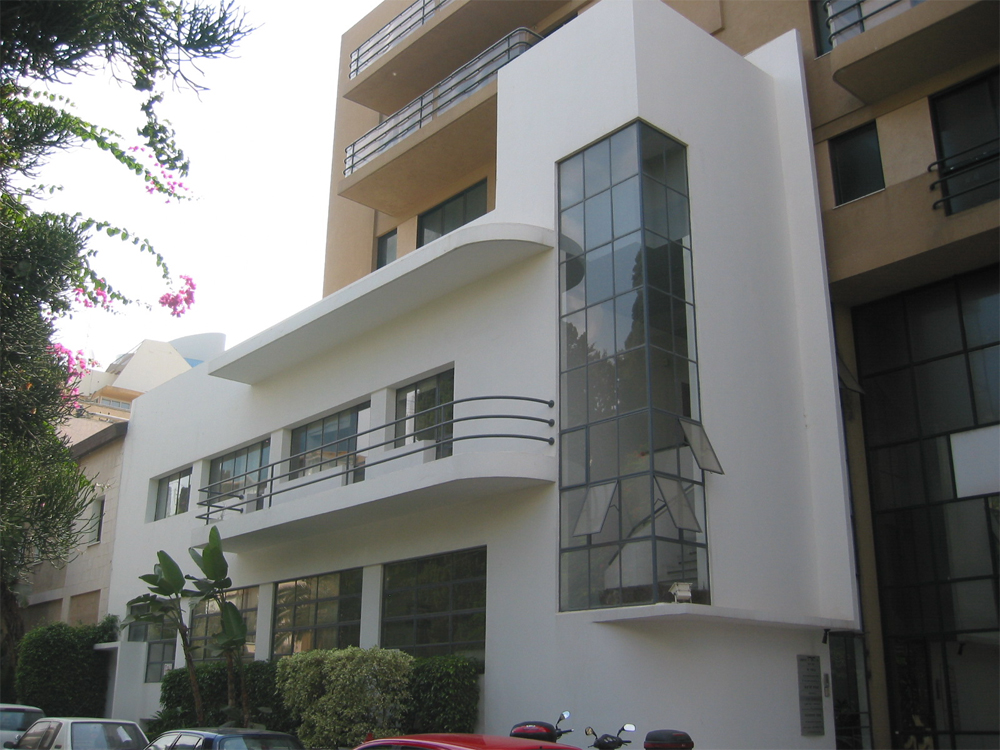
Druckhaus der Tageszeitung Haʾaretz
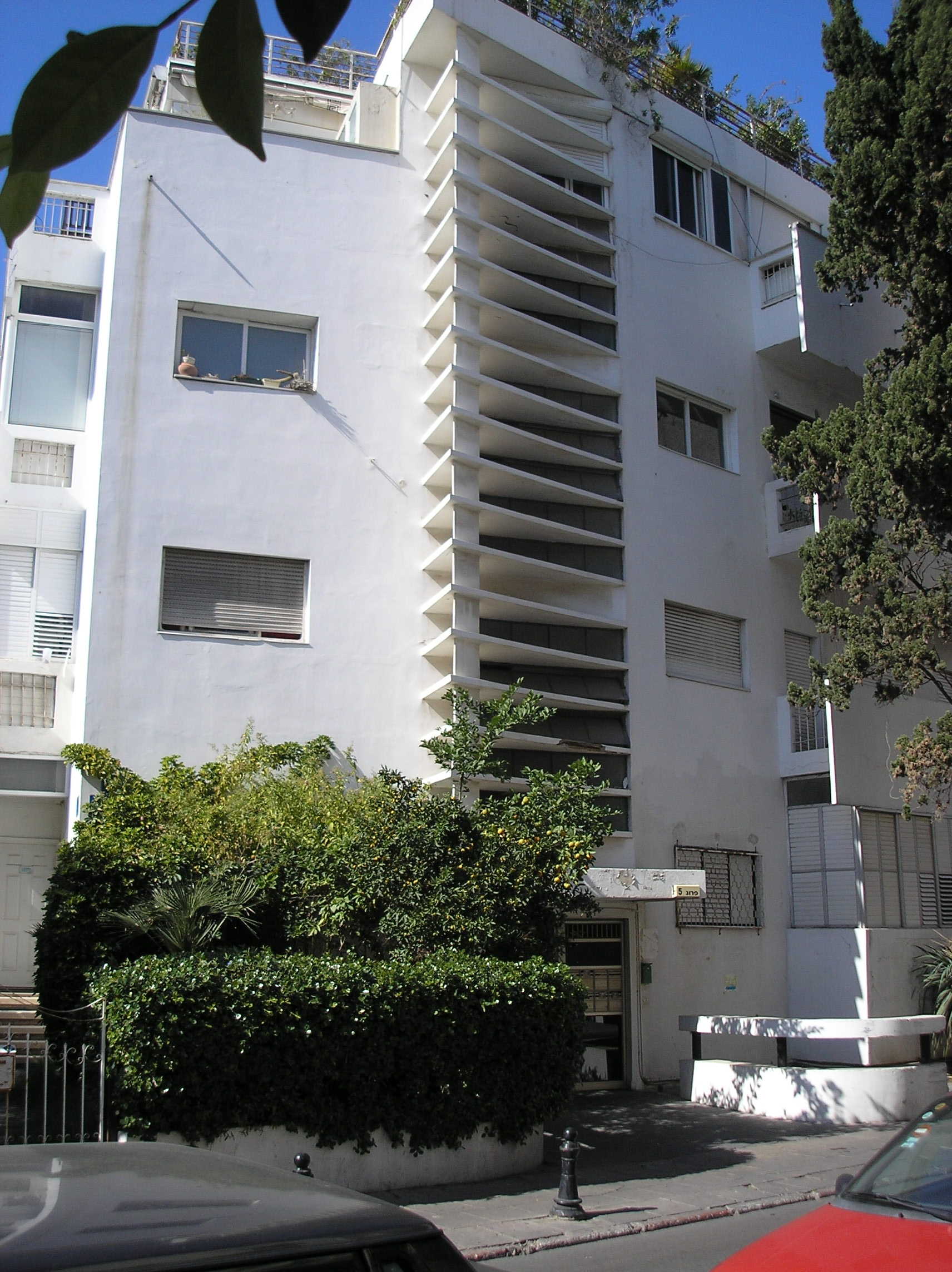
Thermometer-Haus
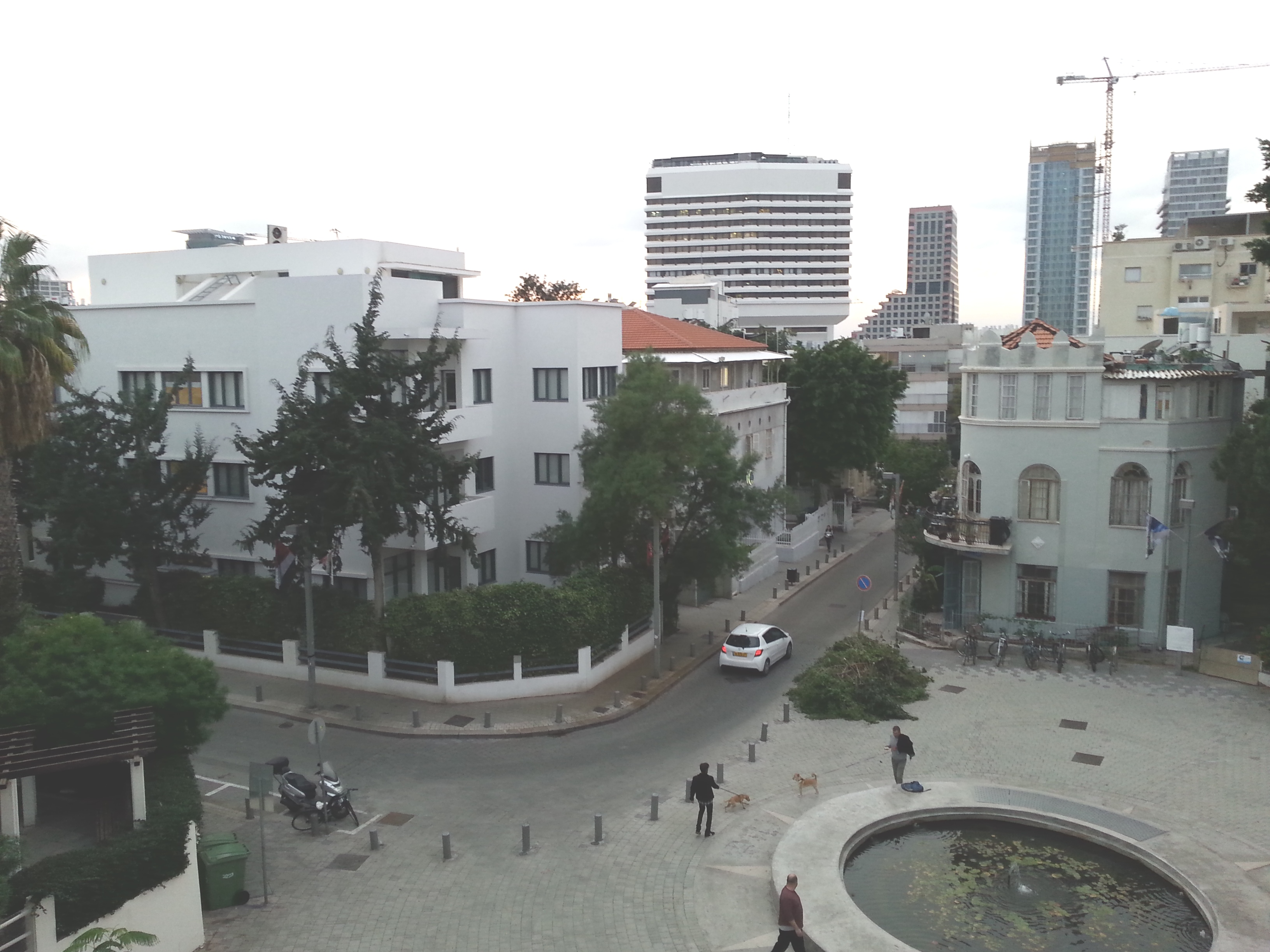
Kikkar Bialik
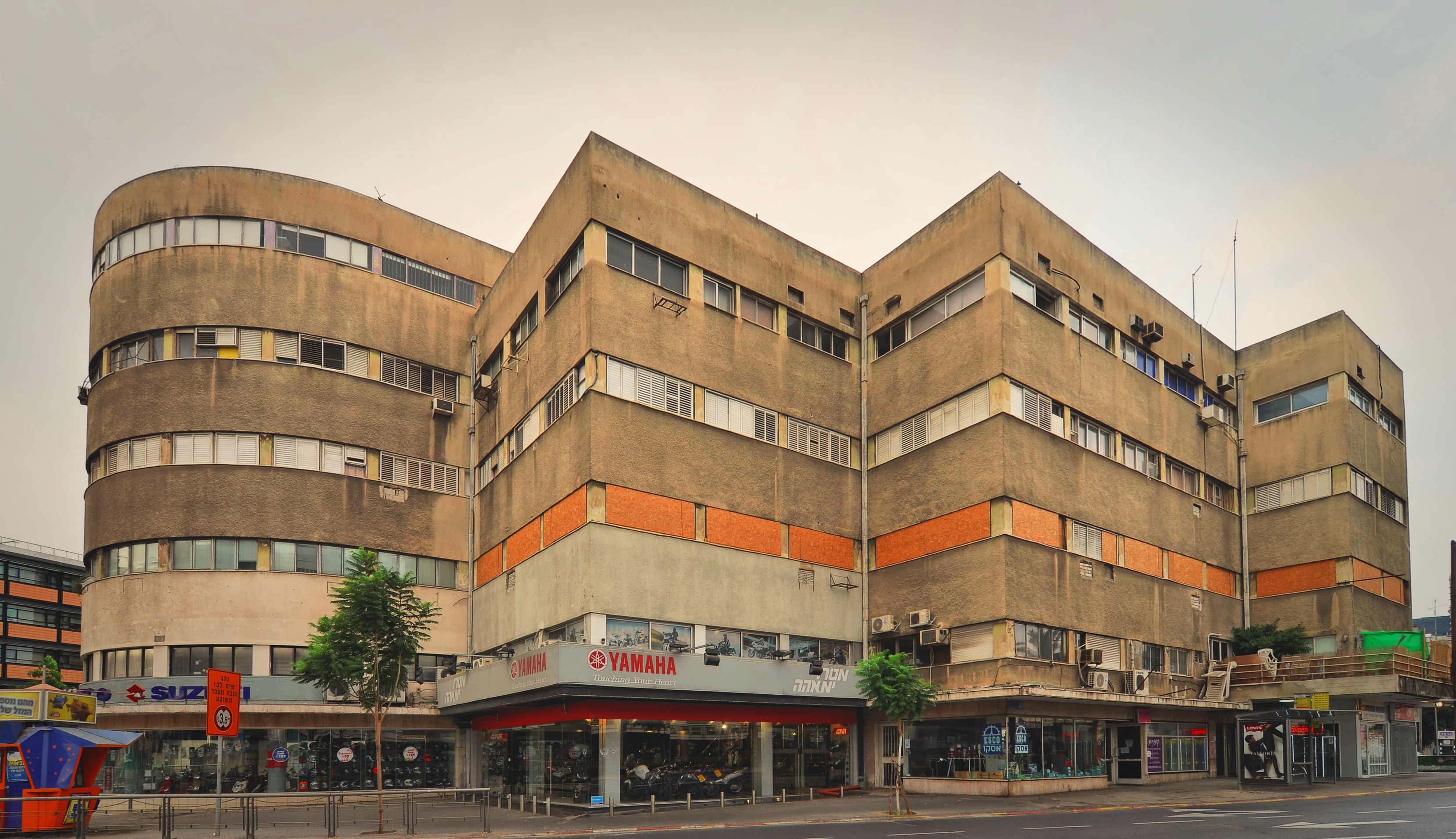
Beit Hadar
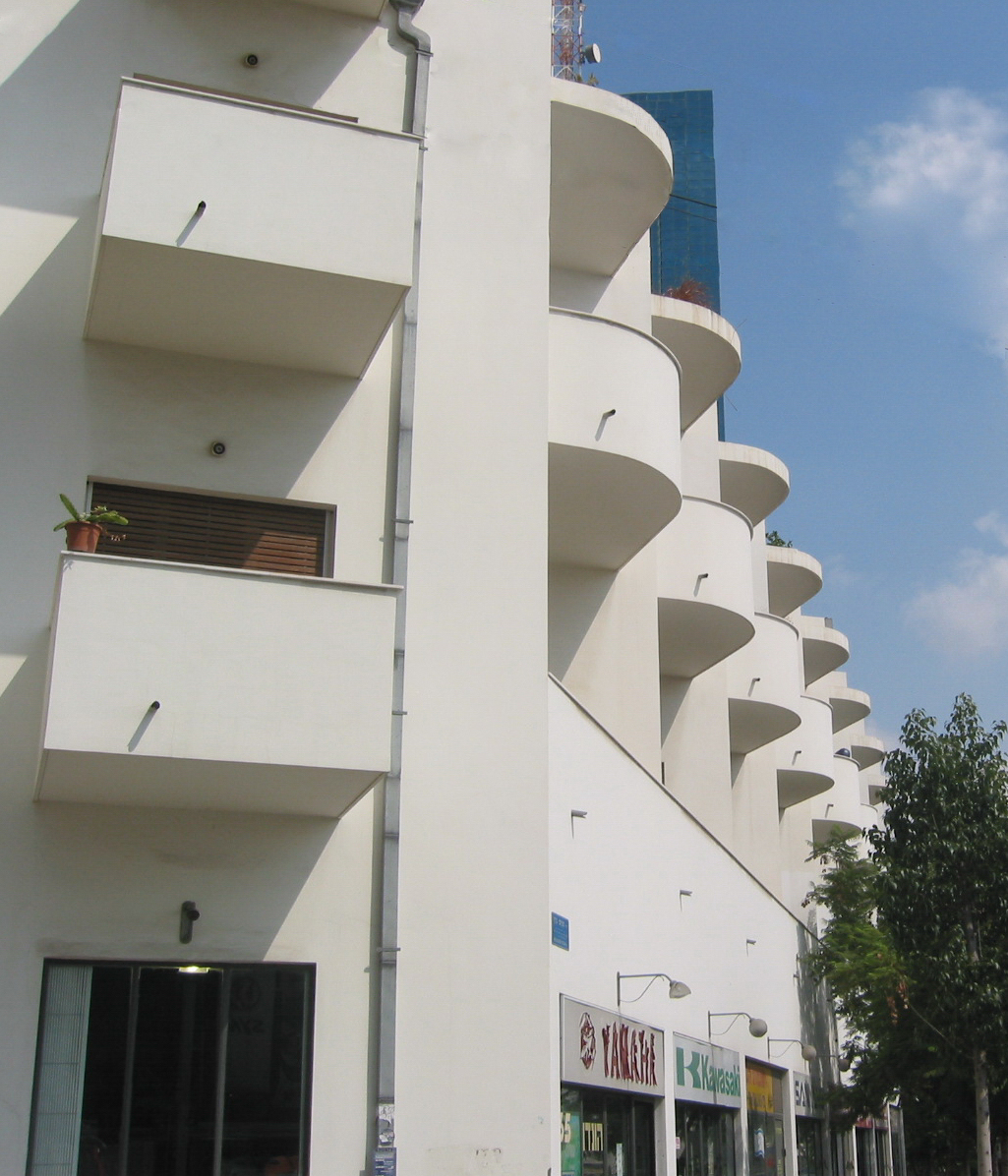
Beit Recanati
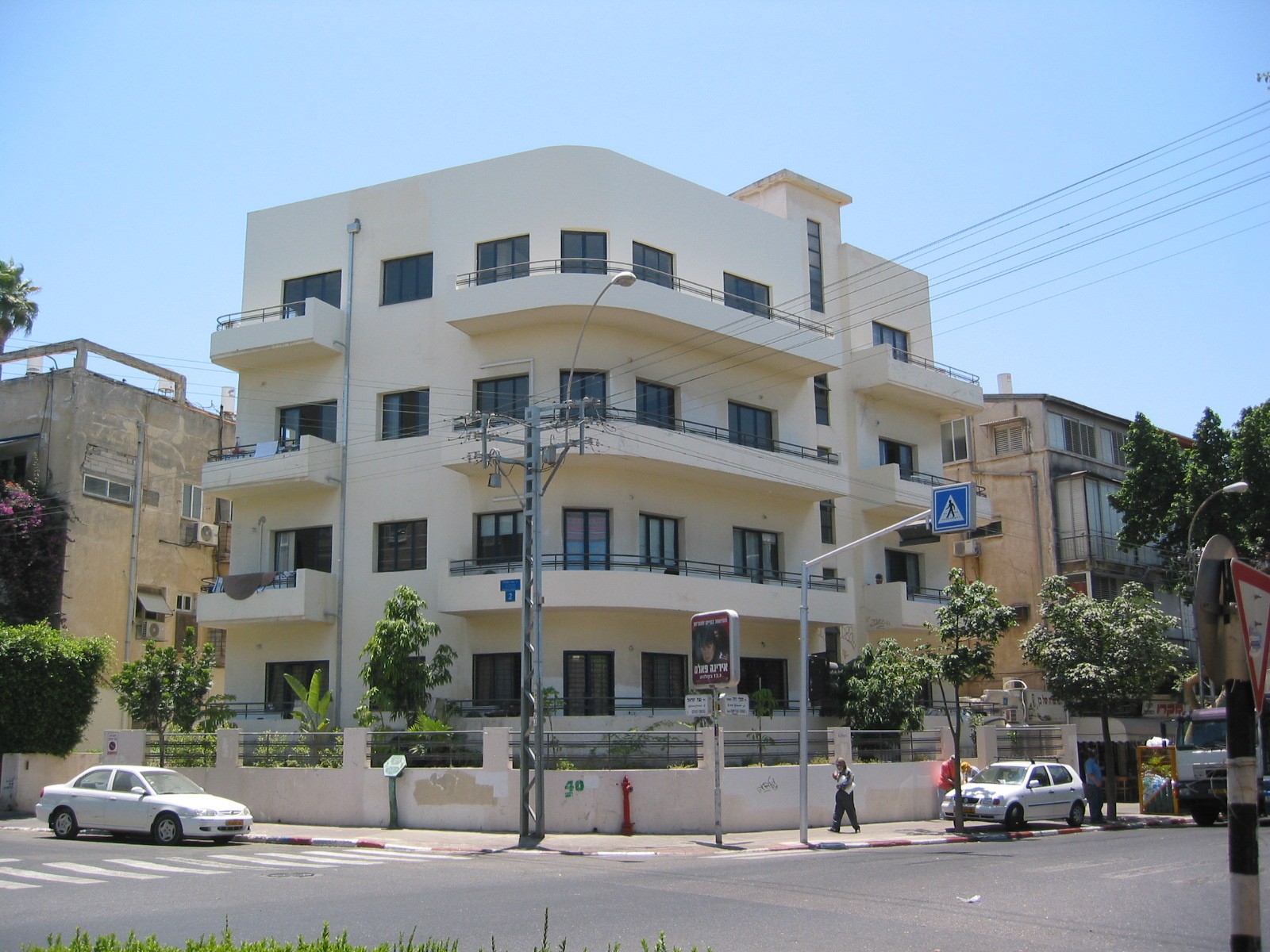
Rechov Netzach Israel 2 Ecke Rechov ha-Melech George